# Amphicoma tesari
Amphicoma tesari är en skalbaggsart som beskrevs av S. Endrödi 1952. Amphicoma tesari ingår i släktet Amphicoma och familjen Glaphyridae. Inga underarter finns listade i Catalogue of Life.